# جاكي كروز
جاكي كروز (بالإنجليزية: Jacqueline Cruz) (2 ديسمبر 1986 في الولايات المتحدة - ) هي لاعبة كرة قدم أمريكية في مركز الوسط. شاركت مع منتخب بورتوريكو الوطني لكرة القدم للسيدات. أما مع النوادي، فقد لعبت مع Magdeburger FFC ‏ وFF USV Jena ‏ وBV Cloppenburg ‏ وSan Francisco Nighthawks ‏.

## وصلات خارجية
- جاكي كروز على موقع قاعدة بيانات كرة القدم.إي يو (الإنجليزية)
- جاكي كروز على موقع Soccerway.com (الإنجليزية)